# Un'americana alla corte di Re Artù
Un'americana alla corte di Re Artù (A Knight in Camelot) è un film per la televisione del 1998 diretto da Roger Young, liberamente ispirato al romanzo Un americano alla corte di re Artù di Mark Twain.

## Trama
Durante un esperimento scientifico nel laboratorio sull'antigravità, la brillante ricercatrice di fisica dottoressa Vivien Morgan viene catapultata, a causa di un’anomalia energetica, direttamente nell’anno 589 d.C., nel cuore del leggendario regno di Camelot. In un’epoca dominata dalla superstizione, Vivien viene inizialmente scambiata per una creatura malvagia e catturata da Sir Sagramour che la fa processare come strega. Ma la scienziata, dotata del suo inseparabile notebook e di alcune moderne tecnologie, riesce a stupire la corte prevedendo con precisione un’eclissi solare imminente, facendo così credere alla popolazione di possedere poteri soprannaturali. Re Artù, impressionato dalla sua "magia", decide di nominarla cavaliere della Tavola Rotonda, con il titolo di Sir Boss. Da quel momento, Vivien inizia a introdurre nel regno elementi di progresso scientifico e sociale, come mulini a vento, igiene personale e l’abolizione della schiavitù. Tuttavia, i suoi metodi moderni e il suo atteggiamento irriverente provocano scompiglio a corte, attirandosi le antipatie della regina Ginevra e del già ostile Sir Sagramour. Al suo fianco, Vivien trova l’appoggio di Clarence, un giovane sveglio e curioso, e di Sandy, con cui si instaura un’amicizia sincera. Dopo aver umiliato Sir Sagramour in un duello usando tecniche di autodifesa moderne come il kung fu, la dottoressa riesce a cambiare le sorti di un ragazzo orfano, il cui passato è segnato proprio dalla violenza di Sir Sagramour, il cavaliere che aveva distrutto la sua famiglia. Le sue azioni, inoltre, ispirano Re Artù ad abbandonare temporaneamente il trono per scoprire la vita del suo popolo ma questa missione porterà a nuovi guai: i due vengono infatti imprigionati come vagabondi. Sarà Clarence a salvarli, grazie all’ingegno e al coraggio acquisiti. Durante la festa finale, mentre il castello si anima di musica compare improvvisamente Merlino che aveva osservato tutto nell’ombra. Il famoso mago la rimanda nel 20° secolo e qui le fa una proposta interessante.